# Street Fighter IV
Vous lisez un « bon article » labellisé en 2010.
Street Fighter IV (ストリートファイター IV, Sutorīto Faitā Fō) est un jeu vidéo de combat développé conjointement par Dimps et Capcom, puis édité par Capcom, sorti en 2008 sur borne d'arcade sur le système Taito Type X². Il est adapté début 2009 sur les consoles PlayStation 3 et Xbox 360. Une version PC pour Windows est sortie début juillet 2009, et une adaptation pour iPhone OS a suivi en mars 2010.
Le jeu fait partie de la série Street Fighter. Il reprend les vétérans de Street Fighter 2, auxquels ont été ajoutés six nouveaux personnages. La particularité de cette suite est le rendu en 3D des décors et des personnages, le gameplay restant quant à lui en 2D. De nouveaux mécanismes de jeu font leur apparition comme le focus et l'ultra combo, qui a la particularité de déclencher une séquence cinématique. Pour la première fois dans la série Street Fighter, des scènes cinématiques sont utilisées pour introduire et clore le tournoi.
Le jeu bénéficie d'un très bon accueil critique avec une moyenne de 94/100 sur Metacritic et réalise de très bonnes ventes avec un total de 3,4 millions d'unités écoulées au 31 décembre 2015. Dans la plus pure tradition des jeux Capcom, une nouvelle version plus aboutie nommée Super Street Fighter IV est sortie en avril 2010 et s'est vendu à 1,9 million d'unités, suivi d'un portage sur la console portable Nintendo 3DS intitulé Super Street Fighter IV 3D Edition sorti en février 2011 et vendu à 1,2 million d'unités. En juin 2011 sort la version Super Street Fighter IV: Arcade Edition, vendue à 1,1 million d'unités. Enfin, en 2014, sort la dernière et ultime version du jeu, intitulée Ultra Street Fighter IV, et vendue à plus de 500 000 unités hors ventes de la mise à jour de la version antérieure.

## Antériorité
Le premier opus sorti en 1987 a participé aux prémices du genre « jeu de combat ». En effet, au lieu d'avoir un défilement horizontal ou vertical pour avancer dans l'histoire, il y avait une succession de niveaux assez restreints, semblables à des arènes, où l'on devait affronter un personnage important représentant un pays et un style de combat.
Sa suite datant de 1991 a considérablement amélioré le genre en apportant un système de jeu riche et la possibilité de choisir plusieurs personnages aux systèmes de combat et aux styles de combat différents. Street Fighter II a eu un énorme succès et a profondément changé le game design des jeux de combat. De plus il imposa un mode où deux joueurs pouvaient s'affronter l'un contre l'autre, une révolution pour l'époque sachant que très peu de jeux proposaient des modes multijoueurs non-coopératifs,,.
La popularité de la série Street Fighter est basée en partie sur la représentation identitaire : le fait qu'il y ait deux héros, l'un représentant le Japon et l'autre les États-Unis n'est pas anodin, les États-Unis et le Japon étant les deux pays les plus consommateurs de jeu vidéo du monde. La carte mondiale y est présente et tous les personnages sont associés à un pays existant. De nombreux joueurs coréens ont manifesté leur envie de voir apparaître un personnage représentant la Corée du Sud dans la série par la mise en place de pétitions (personnage qui ne verra le jour qu'en 2010 dans Super Street Fighter IV). Mais « ce qui fait le charme de Street Fighter, ce sont aussi ses personnages un peu étranges et décalés » déclare le producteur Yoshinori Ono.
Un système de jeu riche associé à différents types de personnages plus ou moins représentatifs d'un pays et une réalisation globale de bonne facture font partie des forces de la série principale. Street Fighter IV est en quelque sorte un retour au passé mis au goût du jour puisqu'il intègre tous les personnages du second opus sauf deux qui n'ont pas été finalisés. Il continue d'utiliser un système de jeu en deux dimensions dans une période où les jeux à gros budgets adoptent quasiment tous des déplacements en trois dimensions.

## Trame

### Un nouvel ennemi: l'organisation S.I.N.
Chronologiquement situé entre la série Street Fighter II et la série Street Fighter III, l'histoire est centrée autour du groupe S.I.N. (Sin signifie péché en anglais), une entreprise d'armement dirigé par Seth, l'un des robots numérotés de l'organisation secrète Shadaloo. Ce robot n'a pas oublié son but principal qui est d'analyser et de repérer tous les meilleurs combattants du monde (Cf. Street Fighter II, le film). Dans sa quête de puissance ultime, il met à sa disposition tous ses meilleurs collaborateurs, comme entre autres C. Viper, à la recherche de ces individus (Cf. Street Fighter IV: The Ties That Bind). Les fausses annonces de tournois, le kidnapping et même le meurtre, son organisation est prête à tout pour arriver à ses fins. Ayant acquis une conscience, il n'a pas fait qu'analyser toutes les meilleures techniques de combat, il les a assimilées. Bien qu’il soit un robot numéroté de M. Bison, il a acquis une volonté telle qu'il veut prendre le contrôle du monde. Bison le chef de l'organisation criminelle Shadaloo et indirectement de S.I.N. est porté disparu depuis sa rencontre avec Akuma dans le second opus, il fait sa réapparition mais Seth compte malgré tout le doubler.
Indépendamment de l'histoire principale, les protagonistes ont chacun leurs motivations propres (voir Personnages du jeu).

### Personnages du jeu

#### Personnages de la version arcade

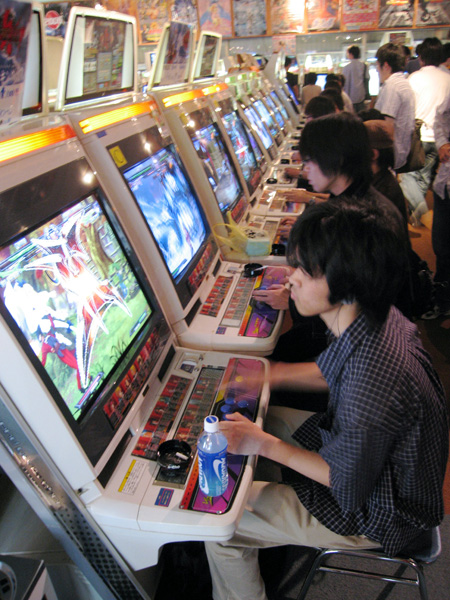
Les salles d'arcade au Japon.

La liste des personnages jouables de la version arcade comprend les douze personnages de Street Fighter II (comprenant les quatre protagonistes de Shadaloo) et quatre nouveaux personnages. Akuma provenant de Super Street Fighter II Turbo apparaît aussi, c'est un adversaire secret mais il est possible de le contrôler, on arrive à un total de 17 personnages jouables. Enfin, le jeu comprend deux autres personnages non-jouables : Seth le boss final, et Gouken un adversaire secret, il y a donc au total 19 combattants.
Crimson Viper (C.ヴァイパー, C. Vaipā) est une femme d'affaires et une espionne pour le compte de S.I.N. Les émotions humaines lui importent peu, elle est prête à tout pour atteindre ses propres objectifs. Elle porte sur elle des gadgets ingénieux incorporés dans ses vêtements, ses chaussures lui permettent de voler et ses gants lui octroient une force redoutable. Seth (セス, Sesu), quant à lui, a recueilli des données des meilleurs combattants du monde et les a assimilées.
Afin de dédramatiser l'histoire de SF IV, Capcom a intégré des personnages tel Rufus (ルーファス, Rūfasu) ou bien El Fuerte (エル・フォルテ, Eru Forute) : l'un étant un motard obèse mais malgré tout très souple et qui ne peut s'empêcher de parler et de jalouser Ken Masters ; l'autre mélangeant un style catch mexicain (plus connu sous le nom de lucha libre) tout en portant une toque de cuisine sur la tête et se servant d'une poêle comme accessoire. Il se bat seulement en espérant faire reconnaître ses talents de chef gastronome au monde et non pour démontrer qu'il est un bon combattant.
Un français fait son apparition : Abel (アベル, Aberu), pratiquant un mixte de plusieurs styles de combat faisant référence aux combattants du Free Fight. Il est amnésique. À la recherche d'indice sur son passé, il finit par avoir l'intuition que l'organisation S.I.N. y est pour quelque chose dans son malheur.
Les deux personnages secrets sont les frères Gouken et Akuma. Gouken est le maître de Ryu, auparavant laissé pour mort. Il fait ses débuts en tant que combattant dans la série. Ce personnage naît d'une rumeur datant de Street Fighter II sur un possible personnage caché du nom de Sheng Long. Personnage caché qui n'avait jamais existé mais Capcom donna suite en le faisant apparaître dans un anime. Son frère Akuma est un personnage récurrent caché. Il apparaît dans la version arcade en tant que boss final secret dans le mode joueur solo, il est possible de le contrôler si on arrive à le vaincre. Il est le mal incarné et est la cause de la disparition de Gouken.
Les douze autres personnages proviennent directement du jeu Street Fighter II: The World Warrior datant de 1991.
Les shōtōkans
Ryu et Ken, les deux rivaux amicaux qui ont eu le même enseignement sportif et philosophique. Pratiquant le karaté shōtōkan, ils sont vêtus d'un kimono l'un blanc et l'autre rouge. Ils sont les premiers combattants jouables de la série depuis Street Fighter premier du nom et apparaissent dans tous les jeux.
Les membres de l'organisation criminelle Shadaloo
Grâce à son pouvoir télékinésique, M. Bison règne en maître absolu. Il a deux hommes de mains, Balrog un ex-professionnel de boxe radié par la fédération à cause de son extrême violence et Vega un ninja espagnole extrêmement narcissique. Sagat quant à lui est un champion de boxe thaï qui s'est rangé au côté de Bison.
Les personnages étranges
Blanka est un combattant très sauvage qui a grandi dans la forêt amazonienne au Brésil, il fut victime d'un accident d'avion dont il est le seul survivant. De son prénom Jimmy, il apparaît dans le jeu plus humain voir enfantin puisqu'il ne pense qu'à sa maman. Dhalsim est un maître dans la pratique du yoga. Il passe son temps à méditer et se bat seulement afin d'aider son village qui fait face à une pénurie d'eau. Il a le pouvoir d'allonger ses membres et maîtrise le feu.
Les officiers
Guile est un officier de l'US Air Force. Il se bat souvent au coté de Chun-Li, une chinoise gradée d'Interpol pour lutter contre la criminalité internationale. Chun-Li ayant perdu son père à cause de Bison, elle ne cesse depuis qu'à vouloir se venger. Sur la piste d'étranges disparitions, les deux collègues font face à l'entreprise d'armement S.I.N.
Les poids lourds
Zangief est un catcheur professionnel soviétique. Dans SF IV, il veut redorer son blason auprès des enfants de son pays. Edmond Honda est un champion sumo japonais. Il fuit les tournois nationaux de son pays pour prouver au niveau international que le sumo est le meilleur style de combat au monde.

#### Ajouts de la version console
Huit personnages qui ne sont pas disponibles dans la version arcade peuvent être débloqués dans la version console. Tout d'abord, Seth et Gouken, personnages non-jouables en arcade, sont rendus jouables dans le portage du titre sur consoles de salon ; Et six personnages provenant d'autres jeux Street Fighter ont été ajoutés, en l'occurence Fei-Long, Sakura Kasugano, Cammy White, Gen, Rose et Dan Hibiki, un personnage habillé d'un kimono rose présenté comme le personnage comique de la série.

#### Doublages
| Doublages (Jap / US) | Doublages (Jap / US) | Doublages (Jap / US) |
| --- | --- | --- |
| Personnages - Ryu - Ken Masters - Chun-Li - Edmond Honda - Jimmy Blanka - Zangief - Guile - Dhalsim - Balrog - Vega - Sagat - M. Bison - Akuma - Sakura - Dan Hibiki - Fei Long - Cammy White - Gen - Rose - Abel - El Fuerte - Crimson Viper - Rufus - Seth - Gouken | Voix japonaise (Seiyū) - Hiroki Takahashi - Yuji Kishi - Fumiko Orikasa - Yoshikazu Nagano - Yuji Ueda - Kenta Miyake - Hiroki Yasumoto - Daisuke Egawa - Satoshi Turuoka - Junichi Suwabe - Daisuke Endou - Norio Wakamoto - Taketora - Misato Hukuen - Toshiyuki Kusuda - Yūichi Nakamura - Miyuki Sawashiro - Yohei Tadano - Akeno Watanabe - Kenji Takahashi - Daisuke Ono - Mie Sonozaki - Wataru Hatano - Akio Ōtsuka - Toru Okawa | Voix américaine - Kyle Hebert - Reuben Langdon - Laura Bailey - Joe Dimucci - Taliesin Jaffe - Anthony Landor - Travis Willingham - Christopher Bevins - Bob Carter - Doug Erholtz - Isaac C. Singleton Jr. - Gerald C. Rivers - Dave Mallow - Brittney Harvey - Ted Sroka - Matthew Mercer - Caitlin Glass - Michael Sorich - Gina Grad - E. Jason Albrecht - JB Blanc - Michelle Ruff - Chris Kent - Michael McConnohie - Rod Clarke |
| Notes : - Le doublage n'est disponible qu'en japonais et en anglais ; cependant le jeu est sous-titré dans d'autres langues, dont le français. | | |

## Système de jeu

### Généralités
Tandis que les personnages et les décors de Street Fighter IV ont un rendu 3D, le système de jeu reste sur un plan 2D traditionnel, la caméra ayant la liberté de se déplacer en 3D à certains moments au cours du combat pour un effet cinématique. Le producteur, Yoshinori Ono, a déclaré qu'il voulait garder le jeu au plus proche de Street Fighter II. Un nouveau système appelé attaque focus (« saving attack » pour la version originale japonaise) a été introduit, tout comme des changements tel l'Ultra. Le traditionnel système de contrôle à six boutons est resté le même, il a cependant été complémenté de nouvelles fonctionnalités et de nouveaux mouvements spéciaux.
Kleckner Stephen de 1UP.com a déclaré que le jeu ressemble à Super Street Fighter II Turbo, mais qu'il a aussi quelques traits de Street Fighter III: 3rd Strike. Comme dans Street Fighter III, les chopes sont effectuées en appuyant sur deux boutons d'attaque légers. Appuyer sur deux boutons d'attaque lourde exécute l'action personnelle du personnage ou une animation de provocation. En appuyant sur les deux boutons d'attaque moyenne, le joueur effectue une attaque focus. Les déplacements rapides avant et arrière sont également présents dans le jeu.
Il était prévu que des niveaux bonus tels que celui où il faut casser une voiture seraient de retour. Ono a déclaré plus tard que les scènes bonus ne seraient pas dans le jeu d'arcade, citant comme raison que les joueurs passent du temps sur les scènes bonus et que cette période pendant laquelle ils n'ont aucune chance de perdre n'arrangeait donc pas les opérateurs d'arcades.

### L'attaque focus
L'attaque focus (en anglais Focus Attacks), connu sous le nom « Saving Attack » dans la version japonaise, est un nouveau système introduit dans Street Fighter IV. L'attaque focus permet au joueur d'absorber une attaque et de lancer une contre-attaque, et elle est effectuée en appuyant sur les boutons de coups de poing et pied moyens en même temps.
Dans la première phase, le joueur se déplacera dans une nouvelle position, à laquelle il ou elle est capable d'absorber un coup de l'adversaire. Au cours de la première phase de l'attaque focus, le joueur peut procéder à un arrêt, en faisant un mouvement rapide vers l'avant ou l'arrière par exemple (appelé dash dans le jargon technique). Des attaques qui ont été absorbées au cours de la première phase d'une attaque focus causent des dommages, mais la vie perdue contre les attaques de l'adversaire sera rapidement régénérée par la suite.
La deuxième phase est la contre-attaque. Plus le joueur reste appuyé sur les deux boutons plus le coup sera puissant. Si les boutons sont tenus assez longtemps, l'attaque devient imparable et provoque chez l'adversaire un évanouissement très lent vers le sol, permettant au joueur de faire des enchaînements de coup.
Enfin, au coût de la moitié de la jauge de super combo, de nombreux coups spéciaux peuvent être annulés grâce à une attaque focus.
Ono a déclaré que ce système a été intégré afin de mettre l'accent vers un système plus réaliste, il a comparé ce système à la boxe, dans laquelle « il faut lire les déplacements de votre adversaire avant qu'il ou elle commence à se déplacer... Nous n'avons pas oublié les enchaînements de coup (combo dans le jargon) et les mouvements qui peuvent être liés à des enchaînements (les links dans le jargon), mais la focus fait en sorte que vous devez lire votre adversaire. ». Le système rend les attaques au sol importantes tout comme l'était le saut dans les précédents jeux. Le système de focus est un élément essentiel du système de jeu global de Street Fighter IV.

### Ultra combos
En plus des versions de coups spéciaux mises en place dans les précédents Street Fighter tels que les super combos et les déplacements spéciaux EX, le jeu introduit également un nouveau type de coup spécial officiellement baptisé ultra combo. Les ultra combos sont des séquences cinématiques de plusieurs secondes qui se déclenchent grâce à une combinaison de coups de poing, coups de pied et autres techniques de combat. Tout comme il y a une jauge de super combo, il y a aussi une jauge d'ultra combo, mais a contrario de la jauge de super combo qui se remplit lorsque le joueur frappe son adversaire ou effectue un coup spécial, la jauge d'ultra se remplit lorsque l'on subit des dommages causés par l'adversaire (similaire à la groove K dans Capcom vs. SNK 2). Avec les super combos, l'ultra combo est l'une des seules fois où la caméra bouge de sa position fixe et devient plus dynamique lors de la scène cinématique.

## Développement

### Genèse
Yoshinori Ono a proposé l'idée à Keiji Inafune, le directeur de la division R&D de Capcom, d'un nouveau jeu Street Fighter II en dépit du fait qu'il soit très âgé. Étant donné les bonnes réactions face au dernier épisode nommé Hyper Street Fighter II: The Anniversary Edition sur Xbox Live et compte tenu de la demande des fans, M. Inafune a donné son feu vert au commencement du projet[Quand ?]. Ono sera donc producteur d'un jeu de la série Street Fighter, ayant déjà été directeur manager sur Street Fighter III: 3rd Strike et ayant déjà produit Capcom Fighting Jam. L'équipe de développement va utiliser au maximum l'expérience acquise sur Super Street Fighter II Turbo.
Le jeu est prévu sur le Type Taito X² d'arcade et doit tirer parti des spécificités de la borne : « les capacités du réseau permettent aux joueurs ayant des machines séparées de jouer en réseau local (LAN) ».
M. Ono a fait appel à Takashi Nishiyama, le président de la société Dimps. Il a travaillé sur le tout premier Street Fighter et dans les années 1990, de nombreux employés ont signé certains jeux de combat SNK, un des principaux concurrents de Capcom à l'époque. Capcom s'est chargé de l'univers et des personnages de la série, Dimps a apporté la programmation et le codage du jeu, tout en s'assurant de l'équilibre du système de combat.

### Visuels
Tous les personnages et les environnements dans Street Fighter IV sont rendus sous forme de modèles 3D avec des polygones, semblable à la sous série Street Fighter EX de Capcom produit avec Arika. Cependant, il y a quelques différences importantes. Le directeur artistique et character designer, Daigo Ikeno, qui a déjà travaillé sur Street Fighter III: 3rd Strike, opte pour un rendu qui ne soit pas réaliste mais plus proche du cartoon avec l'utilisation de cel-shading, l'ajout d'effets visuels calligraphiques, des taches d'encre et des pulvérisations d'encre au cours des combats.
Principaux membres de l'équipe de développement
Directeur Dimps : Takashi Tsukamoto
Producteur exécutif : Keiji Inafune, Takashi Nishiyama, Hiroshi Matsumoto
Producteur : Yoshinori Ono
Directeur artistique : Daigo Ikeno
Directeur compositeur : Hideyuki Fukasawa

### Musique
La bande originale du jeu a été composée par Hideyuki Fukasawa.

## Versions et éditions

### Versions

#### Version PC
La version Windows de Street Fighter IV est similaire aux versions PlayStation 3 et Xbox 360 mais avec quelques ajouts.
Le jeu propose une résolution plus élevée et trois nouveaux filtres visuels nommés Encre, Aquarelle et Postérisation. Dans certaines pré-commandes américaines, le jeu était accompagné d'un DVD comprenant un comics animé appelé Street Fighter: Round One - FIGHT.

#### Version iPhone
Une version de Street Fighter IV pour iPhone OS est sortie en 2010. Il y a naturellement quelques différences : en plus d'avoir une résolution et une navigation adaptées, le nombre de combattant est réduit à huit personnages : Abel, Blanka, Dhalsim, Ken, Chun-Li, Ryu, M. Bison et Guile. Une mise à jour va cependant ajouter un 9e personnage : Cammy. Le 17 septembre 2010, autre mise à jour, Viper et Honda sont disponibles sur iPhone OS.

Logo de Volt Battle Protocol sur iPhone OS.

À l'E3 2011, Capcom annonce avec l'intermédiaire d'une bande annonce, la venue d'une nouvelle version baptisée Street Fighter IV: Volt Battle Protocol. Cette version propose un mode Versus en ligne et quatre personnages supplémentaires.

### Éditions
Pour les marchés occidentaux, trois différents packages ont été préparés - un pour la sortie européenne, un autre pour la sortie nord-américaine, et l'édition collector qui comprend :
- un mini guide stratégique en forme de bande dessinée créée par Prima (qui a également publié un guide de stratégie complet pour le jeu aux États-Unis), avec des dessins réalisés par UDON ;
- un film d'animation de 65 minutes titré Street Fighter IV: The Ties That Bind (新たなる 絆, Arata Naru Kizuna?), produit par Studio 4°C[45], c'est un peu comme un prologue pour le jeu, et une sélection de trailer du jeu (un disque Blu-ray pour la version PS3 et DVD avec le film en 720p pour la Xbox 360) ;
- un CD soundtrack (mais pas en Europe) ;
- des figurines Crimson Viper et Ryu (dans la version américaine, les possesseurs de PS3 auront une figurine Ryu, tandis que les propriétaires de Xbox 360 obtiennent une figurine Crimson Viper ; en Europe, sur la PS3 et sur la Xbox 360, on avait le droit aux deux figurines à la place d'un CD soundtrack) ;
- cinq costumes de personnages à télécharger, qui est connu sous le nom de « Pack bagarreur » qui comprend les costumes de rechange pour : Zangief, E. Honda, Rufus, El Fuerte et Abel.

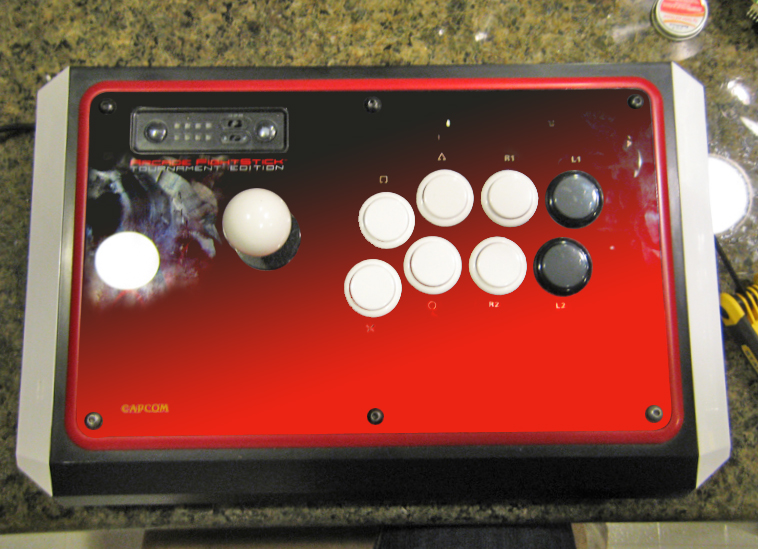
Le stick arcade Street Fighter IV FightStick Tournament Edition.

Mad Catz a produit six contrôleurs pour le jeu, deux joysticks arcades et une manette de jeu chacun pour la PlayStation 3 et Xbox 360. Ces produits comprennent un joystick de base, le Street Fighter IV FightStick ; un joystick plus lourd et plus robuste, le Street Fighter IV FightStick Tournament Edition, et une manette de jeu à six boutons, la Street Fighter IV FightPad. Pendant ce temps le constructeur de périphériques Hori a aussi produit deux joysticks, pour les Japonais ou le marché asiatique, basées sur des modèles de joystick plus ancien de cette même société.

## Contenus téléchargeables
Des contenus téléchargeables pour Street Fighter IV sont mis à disposition sur les plates-formes Xbox Live de Microsoft et le PlayStation Network de Sony.
Le premier pack d'extension datant du 24 avril 2009, intitulé « Mode championnat », est gratuit. Il offre aux joueurs un mode replay, un nouveau système de points et un tournoi amélioré. Le mode championnat est un mode de jeu où une série de joueurs s'affrontent les uns contre les autres pour des points de classement. Dans la version PS3, il est possible de voter pour des parties enregistrées provenant des 100 meilleurs joueurs du championnat. La version Xbox 360 permet au joueur de télécharger leurs combats enregistrés à la console.
Cinq packs de costumes alternatifs sont disponibles à l'achat : le Pack Bagareurs disponible depuis le 17 février en Amérique du Nord et le 20 février 2009 en Europe ; le Pack Femmes Fatales disponible depuis le 24 février 2009 en Amérique du Nord et le 27 février 2009 en Europe ; le Pack Shoryuken disponible depuis le 3 mars 2009 en Amérique du Nord et le 6 mars 2009 en Europe ; le Pack Shadaloo disponible depuis le 10 mars 2009 en Amérique du Nord et le 13 mars 2009 en Europe ; et enfin le Pack Classic disponible depuis le 17 mars 2009 en Amérique du Nord et le 20 mars 2009 en Europe.
Un regroupement de ces packs appelé « Pack Complet Costumes Alternatifs » est mis à disposition en téléchargement le 5 mai 2009 en Amérique du Nord, et le 8 mai 2009 en Europe.
Bien qu'initialement Capcom a déclaré qu'il n'y avait pas de planification pour ajouter des combattants supplémentaires pour le jeu, voulant se concentrer sur le gameplay, Yoshinori Ono a révélé plus tard que les versions inachevées de Dee Jay et T. Hawk (les deux seuls personnages manquant de Super Street Fighter II Turbo) ont été réalisés, et compte tenu de la demande, ces personnages trouveront leur place finalement dans Super Street Fighter IV.

## Tournois et compétitions
Comme de nombreux opus précédents de la série, Street Fighter IV est créé en partie pour satisfaire des joueurs de jeux de combats expérimentés et encourager le jeu à haut niveau. En premier lieu le mode en ligne du jeu permet de stimuler la compétition. Avec la mise à jour, nommée « Mode Championnat », on participe à un tournoi libre divisé en quatre catégories (SG, G1, G2, G3). Les rares joueurs atteignant la catégorie SG sont généralement ceux qui participent aux tournois arcades.
Rapidement, Street Fighter IV est intégré à des tournois et compétitions organisés autour du globe comme l'Evolution Championship Series (ou EVO) américain, le Tougeki japonais ou le Stunfest français. Capcom et Microsoft se sont associés pour sponsoriser des tournois officiels. Un tournoi a eu lieu au World Game Cup 2010 à Canne (appelé WGC, à ne pas confondre avec World Cyber Games 2010).
Plusieurs joueurs sont reconnus tel Daigo Umehara ou encore Justin Wong.
Avec l'intérêt grandissant pour les matchs de haut niveau, il s'est aussi développé le commentaire des matchs par des amateurs passionnés dans les conditions du direct. En France, un commentateur connu sous le pseudonyme de Ken Bogard connaît une certaine popularité auprès des amateurs de Street Fighter IV.
La sortie de Super Street Fighter IV apporte beaucoup au mode en ligne. Le jeu favorisera les groupes de joueurs en plus des habituels 1 contre 1. Une polémique a aussi eu lieu sur la possible non-adaptation du jeu en arcade. Finalement le 4 avril 2010, la version arcade a été confirmée par Yoshinori Ono lors de la finale du tournoi national de Street Fighter IV au Japon.
Un seul joueur français, Olivier Hay - dit Luffy, a remporté un grand prix de l’Evolution championship series (EVO) en 2014 sur le jeu Street Fighter IV. Il est actuellement membre de l'équipe e-sport : Red Bull eSports.

## Accueil

### Critique
Dans l'ensemble, la presse spécialisée a tenu à saluer la réussite de la mise en 3D de la licence, sans aucune comparaison avec celle de la série « EX » qui n'avait pas été appréciée par tous, comme le précise un journaliste de Jeuxvideo.fr : « Le passage à la 3D est une sacrée réussite qui devrait convaincre jusqu'aux plus sceptiques d'entre nous ! ». Street Fighter IV avait deux ambitions : le passage à la 3D (même si le système de combat est resté 2D) et renouer un lien très fort avec Street Fighter II, le titre traditionnel de la série. « Alliant modernité et tradition, 2D et 3D, sobriété et profondeur, Street IV est redevenu ce jeu fédérateur capable de séduire même les plus réfractaires » selon un journaliste de Gamekult. Le magazine japonais Famitsu lui a décerné la note de 34/40.
L'expérience du jeu en arcade a été fidèlement reproduite dans la version console, « Street Fighter IV réussit à intégrer l'expérience en ligne et hors ligne de façon élégante » selon Simon Parkin du Eurogamer anglophone. Il affirme aussi que « L'option pouvant permettre à d'autres joueurs du monde entier de vous défier alors que vous jouez dans le mode arcade est à la fois ingénieux et d'une mise en œuvre exquise. » Il est en effet possible que le joueur soit défié par un autre joueur alors qu'il est en train de participer à un tournoi contre l'intelligence artificielle.
À Official Xbox Magazine en ligne, Dan Amrich donne à Street Fighter IV une note de 9,5 sur 10. « Dans une industrie dominée par des graphismes 3D, Street Fighter IV est certainement considéré 2D, du moins dans son gameplay », dit-il. « Les personnages et les arènes sont tous en 3 dimensions, mais vous n'avez jamais à vous soucier de contourner votre adversaire ou d'avoir un problème de caméra rotative. C'est simple, et c'est en partie pourquoi dans SFIV on ne s'y perd pas. » Amrich soutient que le titre sera tout aussi agréable pour les nouveaux arrivants, ainsi « si vous êtes un débutant, un mode de formation et huit niveaux de difficulté vous aidera à trouver votre chemin. Si vous êtes un habitué, SFIV contient toute la profondeur que vous avez toujours aimée dans la série, sans compromis. Capcom donne la sensation d'approcher de la perfection avec ce Street Fighter ».
Cependant, des points négatifs sont traités à propos de l'interface et quelques problèmes liés au contrôleur. « Les menus du jeu sont maladroits, limite ennuyeux car vous êtes constamment habitué à passer de menu en menu pour ajuster les paramètres de votre bouton et vérifier la liste des coups spéciaux », d'après Chris Kohler de Wired. « Un menu vous dira souvent à appuyer sur le bouton A pour confirmer votre choix, mais en appuyant sur celui-ci, rien ne se passera. »
Kohler poursuit « et je ne vois pas comment le menu qui vous permet de réaffecter les boutons de votre contrôleur pourrait avoir été conçu pour être intuitif. Vous aurez beaucoup trop besoin d'aide, surtout si vous achetez un contrôleur du style joystick arcade - que je ne vous conseillerais jamais assez, surtout si vous avez une Xbox 360. Le défaut du contrôleur de cette console est absolument exaspérant pour ce jeu ».
Autres points négatifs mis en avant : l'inégalité des décors en termes de réalisation, « Le meilleur (le niveau de la jungle) côtoie bien souvent le pire (le volcan en fusion) » noté par Virgile de Jeuxvideo.fr. Sans oublier l'équilibre imparfait des combattants souligné aussi par Puyo de Gamekult. En effet deux personnages sortent du lot, Sagat est bien trop fort et Dan bien trop faible.
Pour la version Windows, « on pourra difficilement reprocher à Capcom d'avoir pris son temps vu la qualité de cette adaptation PC » en phrase introductive d'un test sur Jeuxvideo.com. Street Fighter IV faisant partie des meilleurs jeux PC de l'année 2009 d'après les moyennes effectuées par Metacritic.
Les critiques sur la version iPhone OS sont axées sur le faible nombre de personnages, ainsi qu'une traduction approximative et des décors statiques qui rendent le jeu moins vivant que sur les versions consoles. « Street Fighter fascine toujours autant, sa réalisation parfaite en fait la référence du jeu de combat à l'heure actuelle sur iPhone. Dommage toutefois que la galerie de personnages n'ait pas été plus étoffée et que la possibilité de jouer à distance ne soit toujours pas une réalité. » d'après Arnaud Catala, un rédacteur de Pocket Gamer.

### Ventes
En mai 2009, 2 millions de copies de Street Fighter IV se sont écoulées dans le monde. La célèbre franchise a donc bel et bien renoué avec le succès grâce à ce nouvel opus.
Le jeu est placé 8e dans la liste des meilleures ventes de jeu développé par Capcom en tant que titre individuel au 31 mars 2009 avec 2,5 millions d'exemplaires vendus.

## Compléments

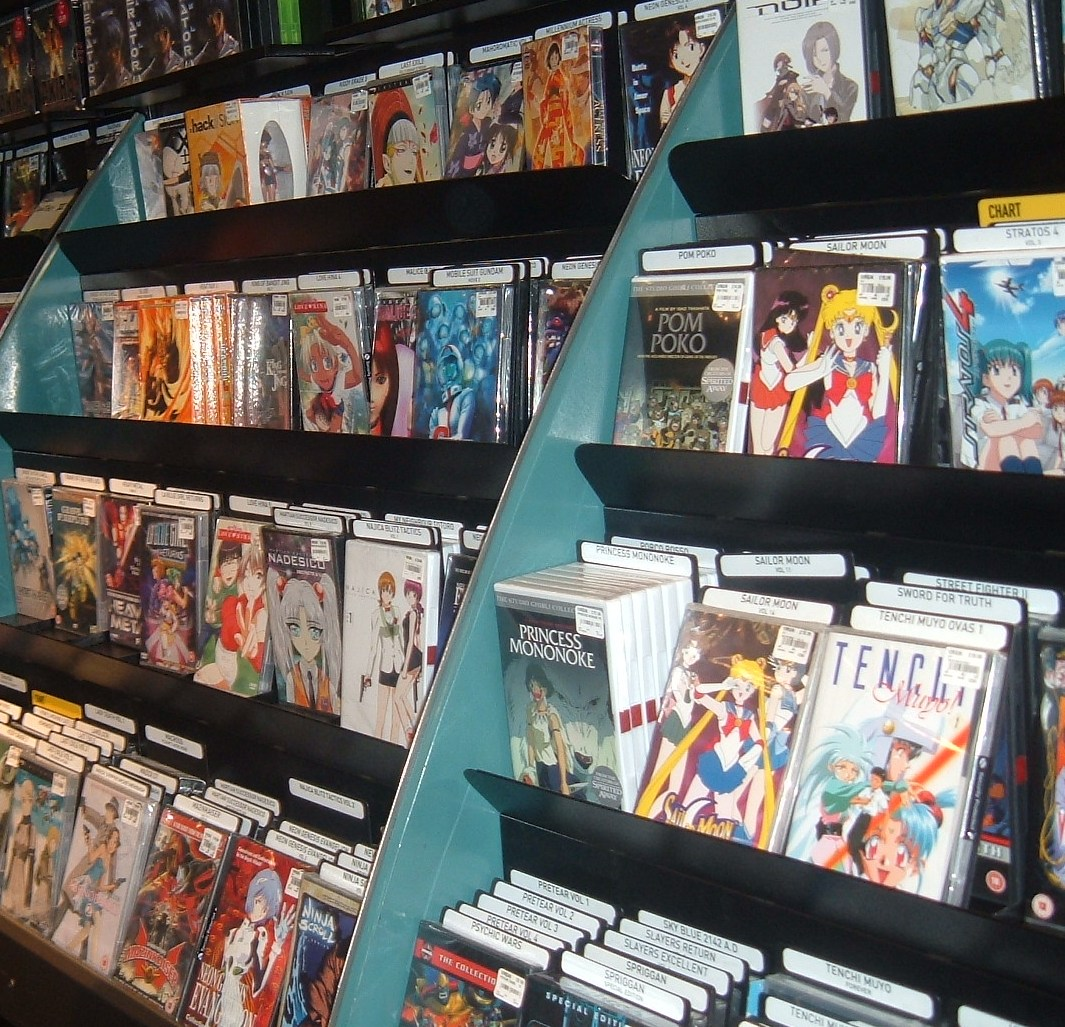
Street Fighter est aussi connu pour ses mangas animés.

### Anime
Street Fighter IV: The Ties That Bind est un OAV (manga animé) réalisé par Jiro Kanai qui a été inclus dans un disque bonus dans l'édition collector de Street Fighter IV pour la PlayStation 3 et la Xbox 360. L'intrigue commence par Cammy et son équipe Delta qui découvrent une étrange énergie. Chun-Li, une agent d'Interpol et Guile, un officier de l'US Air Force, enquêtent sur des disparitions inhabituelles. Crimson Viper est parti rechercher Ryu, le vagabond solitaire sur les ordres de Seth qui s'intéresse de très près au pouvoir du Hado.

### Comics
UDON a publié 4 minis bande-dessinées basées sur Street Fighter IV, le premier numéro étant publié 18 février 2009. Chaque bande dessinée met l'accent sur un nouveau personnage (Abel, Crimson Viper, El Fuerte, et Rufus) et leurs interactions avec les combattants habituels de la série.
Il existe aussi un comics animé appelé Street Fighter: Round One - FIGHT.

### Postérité
Super Street Fighter IV est la suite de Street Fighter IV. Avec le succès critique et commercial, il n'est pas étonnant que Capcom se soit penché vers une version améliorée, une habitude chez l'éditeur. L'apport évident dans cette version Super est l'ajout de nouveaux personnages. T. Hawk et Dee Jay, qui étaient initialement destinés à être dans l'original Street Fighter IV mais dont l'idée fut abandonnée, sont de retour. Les autres personnages de retour sont Adon, Guy, Cody, Ibuki, Makoto et Dudley. Deux tout nouveaux personnages font leur apparition : Juri, une espionne coréenne pratiquant le taekwondo, et Hakan, un père de famille turque pratiquant la lutte turque.
Les bonus-stages sont de nouveaux présents, le système de combat a été rééquilibré, de nouveaux ultra combos pour chaque personnage ainsi qu'un jeu en ligne beaucoup plus complet que dans la version de 2009 sont apparus. En effet, les joueurs peuvent par exemple organiser des combats par équipe tout en ayant la possibilité de regarder les affrontements lorsqu'ils attendent leur tour.
Yoshinori Ono a promis que Street Fighter IV s'arrêtera à Super Street Fighter IV, admettant que c'était une erreur de Capcom de créer, dans le passé, de multiples versions améliorées d'une série Street Fighter. Yoshinori a déclaré cependant que « Super Street Fighter IV n'est rien comparé à ce qui va être annoncé prochainement ».
En effet le 26 juillet 2010, à la conférence de Capcom au Comic Con 2010, Yoshinori Ono habillé pour l'occasion en kimono blanc parle du future en ce qui concerne Street Fighter. Soudain une personne l'interpelle dans le fond de la salle. Il s'agit du producteur de Tekken 6, Katsuhiro Harada. Toute la salle est stoïque, ne prenant pas conscience du but de cette apparition. Se suit une longue mise en scène bon enfant par les deux producteurs qui se termine par une confrontation dans une partie de jeu vidéo. Sans aucune annonce officielle, les spectateurs assistent au premier crossover mixant le monde de Tekken et le monde de Street Fighter. Il ne s'agit pas seulement d'une bande-annonce, Ono et Harada vont confronter Ryu et Kazuya Mishima, personnage emblématique de la série Tekken, en temps réel. Le système de jeu et les graphismes sont basés sur Street Fighter IV.